# 新城知訊台
新城知訊台是香港新城廣播旗下的一個廣播頻道，於1991年7月啟播，為目前新城廣播兩個粵語頻道之一，內容以資訊、娛樂和音樂為主。該台頻率為FM 99.7-102.1MHz，現時台長為程凱欣（Karen），職銜名稱「高級執行總監」，首席創作總監為周禮茂，創作總監為葉文輝。

## 頻道定位
FM99.7（通稱：997）經歷多次轉型。1991年啟播初期頻道名字為勁歌台（Hit Radio），仿傚外國電台最初的營運模式及宗旨－「少說話 多播歌」，一反當時香港的電台以Talk Show為主的常態，並成功將不少當紅DJ挖角，播放當時大熱的唱片，成為當年嶄新的流行音樂頻道。
1994年，頻道名稱改稱新城997，引入各類Talk Show，與香港的電台主流模式看齊。
2001年，新城電台銳意將旗下兩條中文頻道重新定位，997改名為新城娛樂台（Metro Showbiz），其時首創逢整点播出娛樂圈新聞、藝人訪問－「點正娛樂」，每年並會舉辦多個音樂會及綜藝節目。
2008年，997再度轉型，更名為新城知訊台。頻道標榜以“資訊和音樂”為軸心，適量增加知識傳遞的節目，甚至與新城財經台聯播財經節目，但同時仍予人以“娛樂”為主要形象，定位並不清晰，因此流失不少聽眾，其後同步財經台的節目安排逐步取消，並一度以娱乐或音乐节目取代。
2016年，997再一次大改版，改版后的新全天节目安排中，除通宵音樂及保健節目外，其他節目无一例外的停播，大量娛樂台班底的主持人被解僱，並以“新城數碼生活台”的節目及主持取締，幾乎全天候播放純資訊、文化，甚至重播的節目。
2017年7月尾，997再較大幅度地調整全天节目安排，按不同時段再度重設娛樂節目及以娛樂包裝、風格輕鬆的軟性資訊節目。同時首次於「星期日.保健日」時段加插每節半小時的歐美、日本、韓國潮流資訊及音樂節目。
2019年5月6日開始，該台以「愛惜·共享」為主題，加強與本地音樂人、歌手合作，在部份節目時段讓音樂人直接透過大氣電波「共享」他們的音樂信念。
簡言之，新城電台作為一個以商業營運的電台，常因應時勢、商業、人事等原因經常轉變定位，唯一不變的是，997頻道從以往的「勁歌台」、「娛樂台」，以至「知訊台」，「音樂」始終是一個的重要的元素，與本地樂壇、流行音樂始終密不可分，頻道亦視年青人為其重要聽眾群之一，廣播為大眾帶來正能量為宗旨。
新城知訊台其頻道從最開初的新城勁歌台至今，都只會在每小時整點作新聞報導，是香港唯一從開台至今僅在整點進行新聞報導的主要中文電台頻道。甚至於早在新城勁歌台的時期，首創於每小時整點前報導三分鐘簡短的新聞和天氣消息，然後在整點報時之後直接進入電台節目，這也是其他香港的主要中文電台頻道未尚有此舉動。

## 頻道口號
| 年度                            | 頻道名稱   | 口號 |
| ------------------------------- | ---------- | --- |
| 1991年至1994年（陳任時代）      | 勁歌台     | 口水唔會多 勁歌全日播 唔聽勁歌台 耳仔生青苔 The power station for the 90s 勁到七彩嘅HIT RADIO 勁歌台 勁到爆機 |
| 1994年6月至1996年（陳海琪時代） | 新城997    | 新城997 香港唯一愛的電台                                                                                      |
| 1997年至2000年（白韻琴時代）    | 新城997    | |
| 2000年至2001年1月               | 新城997    | 2000年睇住嚟                                                                                                  |
| 2001年1月22日至2006年7月        | 新城娛樂台 | 愛好生活 正是娛樂                                                                                             |
| 2006年7月至2006年12月           | 新城娛樂台 | 不張狂 不浮誇 實幹廣播好態度                                                                                  |
| 2007年3月至2007年10月           | 新城娛樂台 | 音樂遊世界 娛樂家天下                                                                                         |
| 2007年10月至2008年1月1日        | 新城娛樂台 | 好娛樂 陸續有來                                                                                               |
| 2008年1月2日至2014年6月         | 新城知訊台 | 資訊音樂 成就力量                                                                                             |
| 2014年6月至2016年1月8日         | 新城知訊台 | 資訊加力量 音樂愛飛揚 我們喜愛 Together We Love                                                               |
| 2016年1月9日至2019年5月5日      | 新城知訊台 | 知訊聲音 全城動聽                                                                                             |
| 2019年5月6日至2020年12月31日    | 新城知訊台 | 愛惜 共享 |
| 2021年1月1日至2024年2月15日     | 新城知訊台 | 向前走 不停步                                                                                                 |
| 2024年2月15日至今               | 新城知訊台 | 沿途有我 陪您一起過                                                                                           |

## 發射頻率
| 發射站   | 行車隧道轉播系統                                                                                             | 特高頻／調頻（FM）頻率（MHz） |
| 歌賦山   | 大圍隧道、沙田嶺隧道、尖山隧道、南灣隧道、海底隧道、西區海底隧道、獅子山隧道、香港仔隧道、啟德隧道、長青隧道 | 99.7                          |
| 九龍坑山 | 龍山隧道、長山隧道                                                                                           | 100.0                         |
| 青山     | 愉景灣隧道、屯門—赤鱲角隧道、機場隧道、觀景山隧道                                                            | 100.4                         |
| 金山     | 大欖隧道、城門隧道                                                                                           | 101.6                         |
| 南丫島   | 不適用 | 102.1                         |
| 筆架山   | 不適用 | 100.5                         |
| 飛鵝山   | 東區海底隧道、大老山隧道、將軍澳隧道                                                                         | 101.8                         |
| 赤柱     | 不適用 | 101                           |

## 節目表列
- Bing Ling Bum 林陳小芝(勁歌台)
- 勁歌精品店(勁歌台，是一個由唱片公司特約播放指定推介歌曲的節目，當時以飛圖唱片「買下」最多時段)
- 隔夜峰佬鄧梓峰(勁歌台)
- Leader's Cafe (勁歌台)
- 我嚟啦Lavina (勁歌台)
- 歌霸Jennifer (陳漢詩)
- Music King Kong (郭偉安)
- 月光光(關偉光)

(以上所有節目皆已完結)
- 新夜傾情(勁歌台)
- 空中小姐Anna 丘凱敏(新城997)
- 海琪的天空(新城997)
- 安全理事會(郭偉安)
- 五個廣播的少年(謝昭仁，陳振安，林寄韻，葉碧梅，范振鋒)
- 海恒的天空(陳海恆)

(以上所有節目皆已完結)
- 早Good Morning 晨(精選104)
- 早晨In得叻(新城997)
- 盡訴心中情(新城997)
- 旅遊萬里情(新城997)
- 法乎情(新城997)
- 日月星辰(新城997，詳見洪朝豐條目)
- 三個女人三個八(新城997)
- 平息你的風波(新城997)
- 性熱線(新城997，詳見洪朝豐條目)
- 是夜不是夜(新城997及精選104)
- "林"時演員(新城997)
- 我芝訂(新城997)
- 997 遊戲基地 (新城997)
- 深夜直行  (新城997)
- 恐怖熱線(新城997,1997至2007年)－為深夜節目，探討一些靈異故事
- 男呼鬥組 (新城997)

(以上所有節目皆已完結)
(以下所有節目除《新城勁爆流行榜》以外，其餘皆已完結)

#### 長期節目
- Hey! 早晨
- 開心大鬧鐘
- 增值青雲路
- 家天下
- 一個靚墟
- 各位On-Line
- 音樂傳能
- 聯 Fan 所
- 生活好國度
- 我芝訂
- 今夜陽光燦爛
- 卡拉O！Babe
- 新香蕉俱樂部
- 隨意門
- 是夜不是夜
- 流行直播室
- 韓到入心
- 烈火戰車
- 足球狂熱(曾改到新城財經台播放)
- 聯Fan 美食所)
- 聯Fan BARcode
- 新城勁爆流行榜
- 新城勁爆On-line點唱榜
- 國語力新城國語力排行榜
- 教育網
- 新新青年互助委員會
- 小文化社
- 星期日報
- 娛樂一周
- 醫情醫性（前身是「日月星辰─性熱線」節目，請參看洪朝豐條目)
- 歡樂通宵
- 星期日大菠蘿
- 爸爸媽媽坐下來
- 求愛得出口
- 有舞文化
- 好友音樂感
- 智休生活
- 新城人俱樂部

#### 只曾短暫出現之節目
- 我芝訂 <新春特別加"祥"版>
- NWT Music 輝遊記
- 獨當一面
- 時時潮爆
- 潮爆星期天
- 靈異愛好者
- 音樂大道中
- 羅林名人館
- 毛老師的演技課
- 成名有道訪名道

#### 聯播節目
- 珠三角，早晨(與新城采訊台聯播節目，大部分節目時間以普通話廣播)
- 粵港越流行(與南粵之聲聯播節目)
- 粵港新鮮報(與城市之聲聯播節目)
- 粵港0公里.自由行(與深圳U Radio聯播節目)
- 9+2 音樂先鋒榜 (與音樂之聲聯播節目)
- 澎湃動力 - 粵港歡聚慶團年(與城市之聲聯播節目)
- 中國音樂先鋒榜 (與音樂之聲聯播節目)
- 生活好國度 - 頭條娛樂(與城市之聲聯播節目)
- 澎湃動力 - 生活好國度(與城市之聲聯播節目)

- 阿Me 一早播
- 阿T 一早播
- 女當家 男當家
- 好友電影感
- 奧運狂熱
- 十分恐怖熱線
- 流行直播室
- 大把戲
- 奉旨玩嘢
- 3G21
- PRC音樂「鋒」
- 海趣坊卡拉 O'Babe 周末唱遊
- 火熱新一代
- 精英A班

(以上所有節目皆已完結)
- Me Me More More
- 聯 fan 所之‘啤梨士多’(曾於《聯fan所》停播後維持播放)
- 聯 fan 所之‘純粹嬉戲 Hey!’(曾於《聯fan所》停播後維持播放)
- 全‘旅’打
- 新香蕉星期天(後來更名為新香蕉俱樂部)
- 你娶我嫁

(以上所有節目皆已完結)

#### 資訊性節目
- 中國財經60分(與新城財經台聯播)
- 集知新世代
- 集知新世代之香樹輝 King King 傾(一度與新城財經台聯播)
- 增值青雲路
- 智慧、創富
- 生活好國度
- 還看今天　(取代《生活好國度》。)
- 自在人生大學堂——與香港婦女事務委員會「自在人生自學計劃」合作的不定期電台教育節目　(取代《知識迎人》)
- 知識迎人 (取代《越學越強》)
- 越學越強
- 繼續開市(一度與新城財經台聯播)
- 新新青年互助委員會
- 一周新聞
- 女當家 男當家(節目在電台改革時順利過渡)
- 全旅打
- 風馳60分
- 美麗秀
- 小文化社（後分為《周末》及《周日》版）
- 星期日報
- 新紀元健康檔案 (節目在電台改革時順利過渡)
- 星期日．保健日系列節目(節目在電台改革時順利過渡)
- 教育網
- 酒點半
- 超 CLUB 足球（取代《酒點半》）
- 精英A班
- 財經一周

#### 軟性資訊節目
- 晨希Good Day（2012年2月4日首播，取代《集知新世代》；至2016年1月8日播出最後一集，之後由新城數碼生活台節目《原來生活很快樂》取代)
- Sorry I Love You胡美儀 （節目在電台改革時順利過渡）
- 頭條趣聞
- 紫昕有你（取代《爸爸媽媽你好嗎?》)
- Sun車樂地
- 香港人情味
- 一「訪」三「聽」（取代《音樂好友營》，與新城數碼音樂台聯播）

#### 娛樂節目
- 開心家天下 (2011年10月首播，取代《智慧、創富》；至2016年1月8日播出最後一集，之後轉型《開心大派對》在星期六下午播出)
- 爸爸媽媽你好嗎? （取代《好男好女》）
- 圓圈加一點 （取代《爸爸媽媽你好嗎?》)
- 好男好女
- 啤梨士多
- 純粹嬉戲 Hey！
- 娛樂旗艦店 (取代《啤梨士多》及《純粹嬉戲HEY!》)
- 百萬U.S.B. (2011年1月17日起播，取代與新城財經台聯播的《繼續開市》)
- 卡拉O！FACE
- 新香蕉俱樂部 (取代《卡拉O！FACE》）
- 寂寞一窩Phone　（與《新香蕉俱樂部》調轉時間播放）
- 寂寞「留聲」群（晚上電台節目，後改為由史丹利主持的通宵音樂節目）
- 光映16 : 9(曾成為《娛樂旗艦店》裡的環節)
- 美女困獸鬥
- 少寶與文狄(2015年12月26日播出最後一集。原訂2016年1月2日播出的一集由於兩名主持人陳少寶及杜文狄被撤職，改由文梓琪主持《紙皮的音樂盒》音樂節目替代)
- 恐怖熱線（與新城數碼音樂台聯播，分為星期六及星期日兩個節目）
- 星期日大菠蘿
- 講玩講食潮流誌
- 宅男拯救隊 (取代《講玩講食潮流誌》)
- 新香蕉Junior　（取代《新香蕉星期天》）

#### 音樂節目
- 新城勁爆流行榜（節目在電台改革時順利過渡）
- 寂寞「留聲」群（通宵電台節目，與新城數碼音樂台、新城財經台聯播。（節目在電台改革時順利過渡）
- 百分百張瑪莉 （節目在電台改革時順利過渡）
- 音樂通世界
- 音樂通世界黃昏版
- 流行直播室(本節目與新城財經台聯播)) (由《越夜越音樂》取代)
- 越夜越音樂(本節目與新城財經台聯播)(由《寂寞「留聲」群》取代)
- 早餐好歌（後分為《周末》及《周日》版）
- 國語力.新城國語力排行榜（後期拼入《新城勁爆流行榜》節目內）
- 火熱.音樂.人.
- 一首歌 一個故事
- Sunday音樂Bud
- 週日唱好星星BAR
- 音樂好友營 (取代《精英A班》)
- 陳少寶爵士精選 (取代週日《唱好星星BAR》)
- 當家私房Choice
- 女兒家 呂嘉儀

#### 與廣東電台聯播節目
- 粵港越流行(與南粵之聲聯播)
- 粵港潮(與城市之聲聯播)
- 精明開心自由行(2012年11月1日首播，部分時段與深圳U Radio聯播節目，取代《增值青雲路》)
- 音樂先鋒榜(與音樂之聲聯播)

(以上所有節目皆已完結)

#### 純資訊/文教節目
- 原來生活好快樂(從新城數碼生活台同名節目過渡至本頻道，集時事、健康資訊、生活資訊一身的雜誌式節目)
- 宇宙狂熱(從新城數碼生活台同名節目過渡至本頻道，節目以自然與科學作主調。最後一集2019年5月3日播出，其時段由新節目《宇宙男世界女》取代)
- 世界隨意門(從新城數碼生活台《大世界·好香港》節目過渡至本頻道，節目以人文科學、歷史文化和藝術作主調)
- 女當家 男當家(最後一集2016年4月16日播出，其後由另一節目《智識做老闆》取代)
- 智識做老闆(2016年4月23日起播出，2018年中起也在財經台另一時段播出)
- 運動者聯盟(體育主題的節目)
- 人仔細細(原為新城數碼生活台《BB保你大》，轉移到新城知訊台播放後安排於逢星期六黃昏7時至9時播出，2018年11月4日起改為逢星期日早上9時至10時播出)
- 健康生活 香港有辦「髮」
- 新紀元健康檔案
- 星期日．保健日系列節目
- 從拾點點(最後一集2016年7月28日播出。其後由新節目《阿肥與阿比》取代)
- 登綠地球(最後一集2016年3月18日播出。其後由新城數碼生活台節目《宇宙狂熱》取代)
- 生活好態度(最後一集2016年3月18日播出，其後由新城數碼生活台節目《學好管理》整合取代)
- 學好管理(從新城數碼生活台過渡)
- 讀心樂園(取代《學好管理》，2017年8月起由《宇宙狂熱》取代)
- 夢.飛行(原為新城數碼生活台節目《我有夢想》)
- 泥寧說(最後一集2019年8月25日播出，尚餘一集的內容未能在大氣電波播放。其後由《電玩一族》取代)
- 紫昕有你Wonderland(2019年1月5日起出逢星期六中午12時至下午1時播出。節目以兒童教育、兒童健康及訪問為主)
- 自在人生大學堂——與香港婦女事務委員會「自在人生自學計劃」合作的不定期電台教育節目
- 新城教育+(2019年12月15日起播出。)

#### 軟性資訊/消閒節目
- 阿肥與阿比(最後一集2019年5月3日播出。其後由新節目《全民必Buy》取代)
- 好時光(2017年7月31日起播出)
- 我講你信唔信(已完結)
- 琪實愛自己(已完結)
- 新鮮人.物(取代《學好管理》，其後再由《娛樂Hot Pop》取代)
- 吾係電影人
- 旅行未到家(已完結, 其後由新節目《麻甩閨蜜》取代)
- 麻甩閨蜜(原為新城財經台《拾·壹點生活》其中一個以化妝為題的節目，後來也在另一時段獨立成單一節目《麻甩閨蜜》在資訊台播出，直至2018年10月28日最後一集止)
- 豐味旅程
- 今日由而家開始系列——(全部已完結)由2017年7月9日晚上12時（即7月10日凌晨零時）至1時一星期五晚不同主題由不同的主持組合製作，首輪節目包括：
  - 《你理唔理「性」》(逢星期二凌晨，黎莉、吳敏倫博士主持，以性為題。2019年4月30日凌晨播出最後一集後結束，並轉化為《宇宙男世界女》裡的環節)
  - 《廿四號地攤》(逢星期三凌晨，潘源禮主持，向美玲客串主持，以身邊鎖碎話題出發，認識不同的人和事)
  - 《兒童不宜》(逢星期四凌晨，鄭啟泰、林祖輝、向美玲主持，樂而不淫的性話題)
  - 《Oppa囡囡One Night Friend》(原節目名稱《Oppa囡囡One Night Friend》2019年2月7日起逢星期四凌晨，鄭啟泰、向美玲主持，接替《兒童不宜》，關於男歡女愛的話題。最後播出日期：2019年4月30日凌晨)
  - 《單身狗決戰奴隸獸》(逢星期五凌晨，向美玲、林子謙主持，以戀愛二三事為題)
  - 《星之Car比》(逢星期六凌晨，黃奕彤、CarHa主持，主題包含網紅界及年青人話題)
  - 《遇上有緣人》(屬第二輪節目，自2019年5月7日起逢星期二凌晨，黎莉及法忍法師主持，佛學節目)
- 《麻甩女神·經》(以前身節目《麻甩閨蜜》為基礎，在化妝打扮以外，加入星座和女性話題。節目從2018年11月3日黃昏7時至8時，逢星期六播出)
- 《宇宙男世界女》(2019年5月6日起播出，林子謙、黎莉主持)

#### 娛樂節目
- 娛樂Hot Pop(最後一集2019年5月3日起播出，其時段由《宇宙男世界女》取代)
- 是啤Show(最後一集2019年5月3日播出，其後由《Oppa囡囡Night Night Friend》及新節目《共享音樂空間》取代)
- Come On James(最後一集2018年3月2日播出，其後占史被調往中午音樂節目《勁爆樂世力》替補李國能，周一至周五版本由《Mellow Touch》取代，周末版則將節目《Come on James Ladies and Gentlemen Night》優化)
- 開心大派對
- Ladies and Gentlemen(最後一集2016年9月3日播出，其後由新節目《人仔細細》取代)
- 同聲彤氣, come on James!(已完結，其後由占史夥拍鄭芷彤主持《Come on James Ladies and Gentlemen Night》取代)
- Come On James Ladies and Gentlemen Night
- Sorry I Love You胡美儀
- 《全民必Buy》(2019年5月6日起播出，啤梨、思敏主持)
- 《Oppa囡囡Night Night Friend》(基於前節目《Oppa囡囡One Night Friend》極受歡迎，節目調動至逢星期一至五晚上播出，首播為2019年5月6日，節目內容亦趨多元化。)
- Mirror頻道(已完結：2019年12月14日至2020年6月6日逢星期六晚上播出，由思敏夥拍MIRROR成員主持，節目焦點於香港跳唱男團組合MIRROR身上[3]。)

#### 音樂節目
- 新城勁爆流行榜
- 勁爆樂勢力(2016年3月21日起播出)
- 勁爆精選(2019年3月29日播出最後一集後由《「寧」聽好音樂》取代)
- 百分百張瑪莉
- 快活主意(由《自助人生大學堂》節目重溫取代)
- 歐美大熱(由屬於《星期日·保健日》系列之《健康美肌新世代》取代)
- 周末日常(由屬於《星期日·保健日》系列之《周日醫科》取代)
- 韓鮮知(由屬於《星期日·保健日》系列之《邁向健康新世代》取代)
- 音樂現場(最後一集於2019年5月5日播出，由新節目《夢想是大》取代)
- 情人音樂(節目後來調動至黃昏時段並改名為《程人音樂》，最後一集於2017年7月28日播出後由《好時光》取代)
- 好時光(2017年7月31日起播出，2018年7月9日起節目名稱改為《好女孩》)
- 寂寞「留聲」群(最後一集於2021年1月23日播出)
- 997 航空 (不定期播放：一般僅於史丹利未能主持《寂寞「留聲」群》時播出)
- 我們的那些年(已完結，由《樂「宵」遙》取代)
- 樂「宵」遙(已完結，由《大氣電波少年》取代)
- 大氣電波少年
- Mellow Touch(已完結，2018年3月5日起播出，為英語廣播音樂節目。直至2018年11月改由占史主持的《勁爆精選》取代)
- 混音·樂(原稱《Warm Up the Beat 混音·樂》2018年3月11日起播出，因為DJ李國能辭職後，《音樂現場》由原來兩小時三十分鐘縮減為二小時節目，此節目填補首半小時的空間。2018年8月起一步再度縮減《音樂現場》時間，將加長為一個半小時節目。自《夢想事大》播出後，《混音·樂》縮短節目時間為一個小時)
- 「寧」聽好音樂(2018年4月1日起播出，因《日本國際廣播環節》的轉播結束。)
- 通天音樂Masterpiece(通宵音樂節目。2018年4月8日凌晨3時起播出，原因是接替馮甫寧兼任《「寧」聽好音樂》主持後而需要騰出周一凌晨的《大氣電波少年》時段。)
- 共享音樂空間(一個由音樂人、歌手與電台節目主持人共同共同參與的音樂節目。2018年5月6日起播出)
- 夢想事大(歌唱比賽節目，參賽者即場到新城電台排隊、即場比試，並由音樂人品評的比賽模式，成為三屆台主者得歌手合約。2018年5月12日起逢星期日播出)
- 音樂無「假」（節目表上偶爾會寫作《音樂無價》，原為財經台於非港股交易日時播放的特備節目，及後改到知訊台播放）

#### 廣播劇
- 《夜夜星光燦爛》(以新城電台25周年台慶為題，從2019年8月19日起，重播以往在「新城997廣播劇團」製作廣播劇[4]。首部經典重溫為陳曉東、李蕙敏、容祖兒及陶大宇聲演的《早安朋友》)

#### 轉播海外電台節目
- 日本國際廣播環節(已完結，2018年1月14日至2019年3月31日為止。每天晚上11:05至11:35播出日本廣播協會節目，翌日早上6:29至6:59重播)

#### 資訊節目
- 新紀元健康檔案 (節目在電台改革時順利過渡)
- 星期日．保健日系列節目(節目在電台改革時順利過渡)
- 原來生活好快樂(節目在電台改革時順利過渡)
- 世界隨意門(節目改為逢星期二播放)
- 小明Sir 搵位攝
- 主播會客室
- 流行試身室
- 豐味旅程(節目在電台改革時順利過渡)

#### 娛樂節目
- 搵黎講
- 梨事會
- 謙仔有請
- 他她它的都市生活 (2022年12月5日起節目重新改版，節目名稱僅保留作星期六節目中使用，並於2023年10月21日播出最後一集)
- 鄭珈 SING. 聲. 星.(原為《他她它的都市生活》星期一節目環節，因應節目改版而被重新命名，及後因鄭啟泰退出節目而被重新命名為《SING. 聲. 星.》)
- 四四六六拆掂佢(因應《他她它的都市生活》於星期三至五提早播放而被重新命名，及後因鄭啟泰回巢而被重新命名為《得閒High Tea》)
- Bilibala 開大喇叭
- 開心大派對（節目在電台改革時順利過渡）

#### 音樂節目
- 新城勁爆流行榜（節目在電台改革時順利過渡）
- 混音‧樂（節目在電台改革時順利過渡）
- 共享音樂空間（節目在電台改革時順利過渡）
- 音樂無「假」（節目在電台改革時順利過渡，2022年9月11日後改作不定期播放並已停播）
- 韓鮮知（節目於電台與香港音像聯盟重啟合作關係後復播）
- 勁爆樂勢力（每集播放的時間由兩小時縮減到一小時）
- Ting Music（改到星期一、三、四、五下午和星期日傍晚時段播放，2022年10月31日播出最後一集後於當晚重播時段另製一告別特輯）
- 隨森聽（2022年11月1日起取代《Ting Music》 ，同年12月6日起改為星期二至五晚上播出，並於2023年1月3日播出最後一集）
- 今晚有「程」（2023年1月5日起取代《隨森聽》，同月17日前以「音樂節目 Music Show」的名義播放）
- 無縫音樂
- 音樂‧聲‧華
- 音樂停不了（2021年2月起正式取代《寂寞「留聲」群》，並於2022年11月13日播出最後一集）
- 謙仔的主題曲（原為替代《自在人生大學堂》非授課周數期間逢星期六早上播放時段的節目，於2021年10月起因應課程改變周未的播映時間而變為常規節目）

#### 資訊節目
- 原來生活好快樂※
- 輕鬆一點鐘 (於2025年2月14日播放最後一集)
  - (星期一) 施語達人※→(2024/04/08)星級品牌文化#→(2024/08/19)富哥想講#(節目表內寫作《富哥有請》)→(2024/11/18)美麗人生#→(2025/01/20)中華文化講關帝
  - (星期二) 學無止境※→(2024/08/13)中華文化講關帝→(2024/11/19)人生字典
  - (星期三) 經濟午餐※→(2024/08/14)植根香港→(2024/11/13)Chester同你CHAT
  - (星期四) 人生字典※→(2024/05/16)新質訪客室→(2024/08/15)人生字典→(2024/11/14)植根香港
  - (星期五) 中華文化講關帝※→(2024/05/17)遊學天地#
- 新城學院 (2025年2月17日首播)
  - (星期一) 「Chill」住理財
  - (星期二) 文化遊學團
  - (星期三) 有「你」咁好戲
  - (星期四) 智 ･ Hi Tech 生活
  - (星期五) 「午」升級學堂
- 新城文化會館
  - (星期一) 戲曲大世界 (原為《世界隨意門》的不定期環節《粤劇偈》，現分拆為獨立節目)
  - (星期二) 世界隨意門※(每集播放的時間由兩小時縮減到一小時)
  - (星期三) 無限定※
  - (星期四) 小明Sir 搵位攝※→(2024/12/05)「體」你有冇份
  - (星期五) 偽文青企劃室※→(2024/10/11)廣播大本營
- 每天愛你多一點
- 傾心、傾城 (2024年6月17日首播)
- 國事小專家 (2025年2月22日播放最後一集周未一小時版的節目，僅保留逢星期一至六播放的短版環節)
- Ben 同 Benson 「chur」 到行 (2025年1月25日首播)
- 妙「搜」仁心 (2025年8月2日首播)
- 醫學美肌新世代※
- 星期日．保健日系列節目※
  - 新紀元健康檔案※
- Sunday 好快樂
- 寵愛您(2025年3月2日首播)
- 前面有「樂」(2025年2月2日首播，於2025年5月11日播放最後一集)
- 可「連」天下父母心 (2025年5月18日首播)
- 「思」家運動．營※
- 邁向健康新世代※
- 豐味旅程※
- 品味. 新城(2025年7月27日首播)
- 香港生活 GPS(2025年7月27日首播)

#### 娛樂節目
- 搵黎搞村※(即改革前的《搵黎講》)
- QK玉瑛室
- 得閒High Tea※(節目調整為平日播放一小時)→(2025/08/04)我們的Z世代
  - (星期一) SING. 聲. 星.※ (該環節於2025年7月28日播放最後一集)
  - (星期三) Z世代咪高峰會 (該環節播放初期曾一度被命名為《Gen Z 之 Z世代咪高峰會》)
  - (星期四) AGCN (working title) (「括弧working title」僅於節目開場對白上使用，並未有顯示於節目表上)
  - (星期五) 樂人group (該環節已完結)
- 梨事會※
  - (星期五) 卡拉O！Babe#
- 謙仔有請※(於2025年8月1日播放最後一集)
- 樹窿 78 號 (於2025年8月4日首播)
  - (星期一) 原味生活館
  - (星期三) 聽∣說•我愛你
  - (星期四) 今晚我SOUL爐
  - (星期五) 詩歌推介榜
- Bilibala 開大喇叭※→(2025/08/11)鋒繼續吹(節目於更名後調整為平日播放一小時)
- 命運解惑師 (於2025年3月1日首播)
- 恐怖熱線#(於2024年12月28日播放最後一集)
- 開心大派對※

#### 音樂節目
- 勁爆樂勢力※
- 音樂五重奏 (即改革前的《共享音樂空間》)
  - (星期一) 說故事的人※
  - (星期二) 加 Tim 音樂.感※→(2024/06/04)是日韓風
  - (星期三) 「然」續音樂※
  - (星期四) 音樂‧聲‧華※
  - (星期五) 詩情廿四味※
- 今晚有「程」※(節目調整為平日播放一小時，並於2024年6月14日播放最後一集)
- 沿途有我
- 只想聽音樂※
- 謙仔的主題曲※(於2025年7月26日播放最後一集)
- 古典章「捷」(2025年8月2日首播)
- 新城勁爆流行榜※
- 程尋記#
- Mellow Touch#(於2025年1月26日播放最後一集)
- 那些年的歌 (取代周未版的《音樂. 聲. 華》)
- 國語力#
- One Music Corner壹角樂(2025年5月17日首播)
- 混音‧樂※(於2025年7月20日播放最後一集)
- 新手 DJ 大鳴聲
- 詩歌有Guide (為是次改革中首個有冠名贊助的新節目)
- 無縫音樂※(節目轉形為填充夜間節目空檔的替代節目，如：《自在人生大學堂》非授課周數期間逢星期日晚上的播映時段)

註：※：該節目在電台改革時順利過渡／#：該節目過往曾於本頻道播放

## 外部連結
- 新城知訊台資訊網 （页面存档备份，存于）